# Ralph Wiggum
Ralph Wiggum je fiktivní postava z amerického animovaného seriálu Simpsonovi.
Ralph je synem policejního náčelníka Wigguma a spolužákem Lízy Simpsonové. Je to podivínské dítě, které se vyznačuje bizarním chováním. Jeho hlášky se pohybují od nesmyslných a bizarních výkladů aktuální události až po hlubokomyslné výroky. Jeho chování kolísá od blazeovaně nevědomého přes přitroublé až po trapně spontánní, občas i přímočaré. Samotná povaha postavy prošla v průběhu let a v rámci různých médií různými interpretacemi.
Tvůrce seriálu Matt Groening uvedl Ralpha jako svou nejoblíbenější postavu a obecně zůstává jednou z nejoblíbenějších a často citovaných vedlejších postav seriálu. V roce 2006 zařadil IGN Ralpha na třetí místo svého seznamu 25 nejlepších periferních postav Simpsonových, hned za Leváka Boba a Troye McClura.

## Role vSimpsonových
Ralph je mentálně postižený a dobromyslný osmiletý chlapec ve druhé třídě, kterou učí slečna Hooverová. Jeho začátky byly postavou třetiřadého dítěte, podobně jako Lízina občasná kamarádka Janey Powellová. Od té doby se stal jednou z výraznějších vedlejších postav seriálu, v některých epizodách byl dokonce ústřední nebo alespoň hlavní postavou.
Mezi tyto epizody patří například Svatého Valentýna (4. řada, 1993), epizoda, která ho odlišila od ostatních terciárních postav a definovala velkou část jeho charakteru, Hrátky s Ralphem (9. řada, 1998) a E. Pluribus Wiggum (19. řada, 2008); stejně jako se objevuje jak v menších, tak i ve významných rolích v mnoha dalších epizodách. Ralph se objevuje i v různých dalších médiích, například v komiksové sérii Simpsonovi od nakladatelství Bongo.

### Osobnost
Ralphova hlavní role v seriálu spočívá v tom, že podává styčné a nesouvislé materiály, obvykle s bezradností a podivným chováním, které často slouží ke zmatení nebo k rychlému rozesmání publika. Má velmi bezstarostnou a poněkud bláznivou povahu, protože je často ve svém vlastním světě. Tato role měla v průběhu let mnoho variací, a proto se Ralph často chová nekonzistentně. V některých epizodách může působit dost hloupě, verbálně náročně a pomalu, například když prohlásí: „Vyhrál jsem, vyhrál jsem!“, když mu řeknou, že propadá z angličtiny, a pak to zpochybní a řekne: „Já propadám z angličtiny? To není možné!“ nebo když běhá po čtyřech na křeččím kolotoči. V díle Panu Burnsovi s láskou je v retrospektivní scéně vidět, jak se náčelník Wiggum a Lou baví o tom, čím chtějí být, až vyrostou. Lou (poté, co se dozví, že Wiggumovým životním cílem je stát se náčelníkem policie) říká, že chce „být vůdcem (svého) lidu, jako Ralph Abernathy“, na což Wiggum odpovídá: „Ralph. To jméno se mi líbí.“, čímž naznačuje, že Ralph byl pojmenován po něm. Ačkoli v žádném médiu souvisejícím se Simpsonovými nebylo nikdy výslovně uvedeno, že Ralph je intelektuálně postižený či má poškozený mozek, bylo to naznačeno ve scénách, jako je retrospektiva v dílu Matky, které nestojí za hřích, v níž náčelník Wiggum drží malého Ralpha, jenž pije z láhve. Wiggum náhle upustí malého Ralpha, který dopadne na hlavu. Když Wiggum Ralpha znovu zvedne, Ralph má najednou s pitím z láhve potíže. V jiných epizodách mluví naprosto normálním tónem, a občas dokonce projevuje zálibu v určitých talentech. Zdá se, že nepřesvědčivost jeho postavy je jednou z jeho jediných konzistencí, a dokonce byla několikrát použita jako vtip sama o sobě, například když Ralpha přetáhli do Chicago Tribune. Občas byl Ralph dokonce použit k přímému prolomení čtvrté stěny.

## Vytvoření a design
Ralph se v seriálu poprvé objevil v epizodě 1. řady Smutná Líza. Vzhledově i chováním se značně lišil od své pozdější podoby. Ralphův moderní design se poprvé objevil v epizodě 2. řady Homer a desatero aneb Každý krade, jak dovede a v několika následujících epizodách lze Ralpha zachytit, jak mluví hlasem podobným hlasu Nelsona Muntze, než získá vyšší tón hlasu, který se později stal trvalým. Původně měl být Ralph „Mini-Homer“, ale nakonec si začal žít vlastním životem. Štáb usoudil, že by se také skvěle hodil jako syn náčelníka Wigguma, což bylo původně naznačeno v epizodě Vzhůru na prázdniny (když ho Líza osloví „Wiggume“) a později potvrzeno v dílu Svatého Valentýna. Ralph byl pojmenován podle postavy komika Jackieho Gleasona v seriálu The Honeymooners Ralpha Kramdena. Matt Groening považuje jakékoli hlášky pro Ralpha za „opravdu těžké k napsání“.
Ralphovo běžné oblečení se obvykle skládá z modré košile s dlouhým rukávem a límcem, pásky s červenou sponou a hnědých kalhot. Téměř všechna média a zboží související se Simpsonovými, včetně komiksu, však často zobrazují Ralpha s bílými nebo světle šedými kalhotami, místo toho podobně jako je Bart občas zobrazován s modrou košilí místo své standardní oranžové košile. Ralphovy vlasy mají být nakresleny tak, aby vytvářely tvar misky, a mohou odkazovat na to, že Eddie (který má podobné vlasy) je jeho biologickým otcem. V jednom konkrétním vydání komiksu se Ralph objevuje spolu s dalšími obyvateli Springfieldu nakreslený realistickým stylem, který ho zobrazuje se světlými vlasy. Dospělý Ralph v dílu Nebárt se budoucnosti má také světle hnědé vlasy.

## Přijetí
Ralph se stal jednou z nejoblíbenějších postav seriálu. Běžně se objevuje v médiích a na zboží souvisejícím se seriálem, včetně box setu 13. řady. Společnost Kidrobot vydala Ralpha v roce 2009 jako samostatnou figurku oddělenou od zbytku své řady figurek Simpsonových. Figurka je dvakrát větší než ostatní. Komediální skupina The Bloodhound Gang natočila na albu Hefty Fine píseň s názvem „Ralph Wiggum“, která je věnována této postavě a je složena výhradně z některých jeho nejznámějších citátů na text. Tvůrce seriálu Matt Groening prohlásil, že kdykoli se někdo zeptá, kdo píše konkrétní postavy, což je častá mylná představa o procesu psaní, scenáristé si s největší pravděpodobností připíší zásluhy za napsání Ralpha.